# Обський ВТТ та будівництво 501
Не плутати з Обським ВТТ
Обський ВТТ та будівництво 501 (рос. ОБСКИЙ ИТЛ И СТРОИТЕЛЬСТВО 501, Обское Упр. ГУЛЖДС, ИТЛ при Строительстве 501, Строительство 501)  — підрозділ системи виправно-трудових установ СРСР.

## Підпорядкування та дислокація
- 05.02.49 - Північне Управління таборів залізничного будівництва ГУЛЖДС;
- 12.11.49 - ГУЛЖДС;
- 02.04.53 - ГУЛАГ МЮ;
- 28.01.54 - ГУЛАГ МВС.

Дислокація: Тюменська область, м.Салехард ;

ст. Лабитнангі Печорської залізниці.

## Історія
Організований 05.02.49.
- 21.07.52 наказано передати таб. підр. ліквідованого з 01.10.52 Північного УПР. ВТТ та БУДІВНИЦТВА 503 Обському ВТТ ТА БУДІВНИЦТВА 501 ;
- 11.08.53 7-е і 8-е ЛО Печорського ВТТ передані до складу Обського ВТТ ;
- 22.03.49 ИТК №3 (м.Салехард) передана з ОИТК УМВС по Тюменській обл. Обському ВТТ ТА БУДІВНИЦТВА 501 (ЛО №2)

Закритий 12.02.54 (частина табірних підрозділів ліквідована;

частина, зайнята на будівництві ділянки залізниці Чум-Лабитнангі, передана до складу Печорського ВТТ)

## Виконувані роботи
- добудова залізниці Чум - Салехард (Лабитнангі),
- будівництво поромної переправи через р. Об, залізниці Салехард - р. Пур (виключно) і перевалочної бази в бухті Новий Порт в Обській губі,
- з 21.07.52 - керівництво всіма роботами зі спорудження залізничної лінії Чум - Салехард - Ігарка, поромної переправи через Єнісей і Об, порту в районі Ігарки і судоремонтних майстерень з селищами при них,
- будівництво других колій на ділянці Печора - Воркута (з 11.08.53),
- експлуатація фабрики мінеральної вати на роз'їзді Береговому,
- будівництво лісоперевалочної бази в м.Салехард,
- поглиблення підходів до причалів в р-ні Лабитнангі і Салехарда,
- будівництво в 1952-1953 рр. за договором з Міністерством рибної промисловості СРСР залізничної гілки від основної магістралі до берега р. Полуй до Салехардського рибоконсервного комбінату і холодильника Головного рибного збуту, складів та житла в сел. Уренгой на р. Пур
- будівництво складів, льодосховища і житлових будинків,
- лісозаготівлі, виробництво вапна, видобуток каменю і піску, пошиття та ремонт.